# 申多恩
申多恩（韓語：신다은，1985年1月7日—），韓國女演員。

## 演出作品

### 電視劇
- 2007年：MBC《New Heart》飾演 金美美
- 2008年：SBS《幸福》飾演 鐘兒
- 2008年：SBS《家門的榮光》飾演 吳珍亞
- 2010年：KBS《富翁的誕生》飾演 韓水晶
- 2011年：SBS《如果明日來臨》飾演 吳秀晶
- 2011年：MBC《光與影》飾演 姜明熙
- 2012年：KBS《世上哪裡都找不到的善良男人》飾演 花蛇
- 2012年：MBC《兒子傢伙們》飾演 韓松熙
- 2013年：MBC《愛能給別人嗎》飾演 殷河茜
- 2014年：MBC《Drama Festival－轉捩點》飾演 廉水晶
- 2015年：SBS《歸來的黃金福》飾演 黃金褔
- 2017年：MBC《你太過分了》飾演 丁海真
- 2017年：MBC《逆流》飾演 金仁英
- 2019年：SBS《可疑的岳母》飾演 韓珍妮／崔慶雅

### 電影
- 2010年：《深夜FM》
- 2011年：《貓：看見死亡的雙眼》
- 2013年：《11點》

### 舞台剧
- 2004年：《Lunatic》
- 2006年：《純情漫畫》
- 2007年：《Closer》
- 2010年：《Closer》

### MV
- 2007年：張妍珠《One Sweet Day》
- 2009年：Maya《威風凌凌》
- 2011年：Flower《You Are My Everything》

## 外部連結
- 申多恩的Instagram帳戶